# Cantonul Foix-Ville
Cantonul Foix-Ville este un canton din arondismentul Foix, departamentul Ariège, regiunea Midi-Pyrénées, Franța.